# Naissance en 1029
Naissance
- 1025
- 1026
- 1027
- 1028
- 1029
- 1030
- 1031
- 1032
- 1033

Cette page dresse une liste de personnalités nées au cours de l'année 1029 :
- 20 janvier : Alp Arslan, 2e sultan seldjoukide.
- 17 février : Kaoruko, Saien-no Kogo, est une impératrice consort (chūgū) du Japon.
- 5 juillet : Al-Mustansir Billah, calife fatimide.

- Abou al-Hassan al-Housri, poète ifriqiyen.
- Al-Mustansir Billah, 8e calife Fatimide et le 18e Imam Ismaélien.
- Al-Zarqali, astronome andalou.
- Guillaume Ier de Nevers, comte de Nevers, d'Auxerre et de Tonnerre.
- Saïd al-Andalusî, qadi andalous, chercheur et historien.
- Ulric de Ratisbonne, religieux et saint de l'Église catholique romaine.

- (vers 1029) : Robert de Molesme, moine réformateur français, fondateur de l'ordre cistercien.

## Crédit d'auteurs
- Cet article est partiellement ou en totalité issu de l'article intitulé « 1029 » (voir la liste des auteurs).